# 霍恩洛克施泰特
霍恩洛克施泰特是德国石勒苏益格－荷尔斯泰因州的一个市镇。总面积45.60平方公里，总人口6012人，其中男性2949人，女性3063人（2011年12月31日），人口密度132人/平方公里。